# Maracang
Maracang is een bestuurslaag in het regentschap Purwakarta van de provincie West-Java, Indonesië. Maracang telt 7004 inwoners (volkstelling 2010).